# 戈羅傑茨區

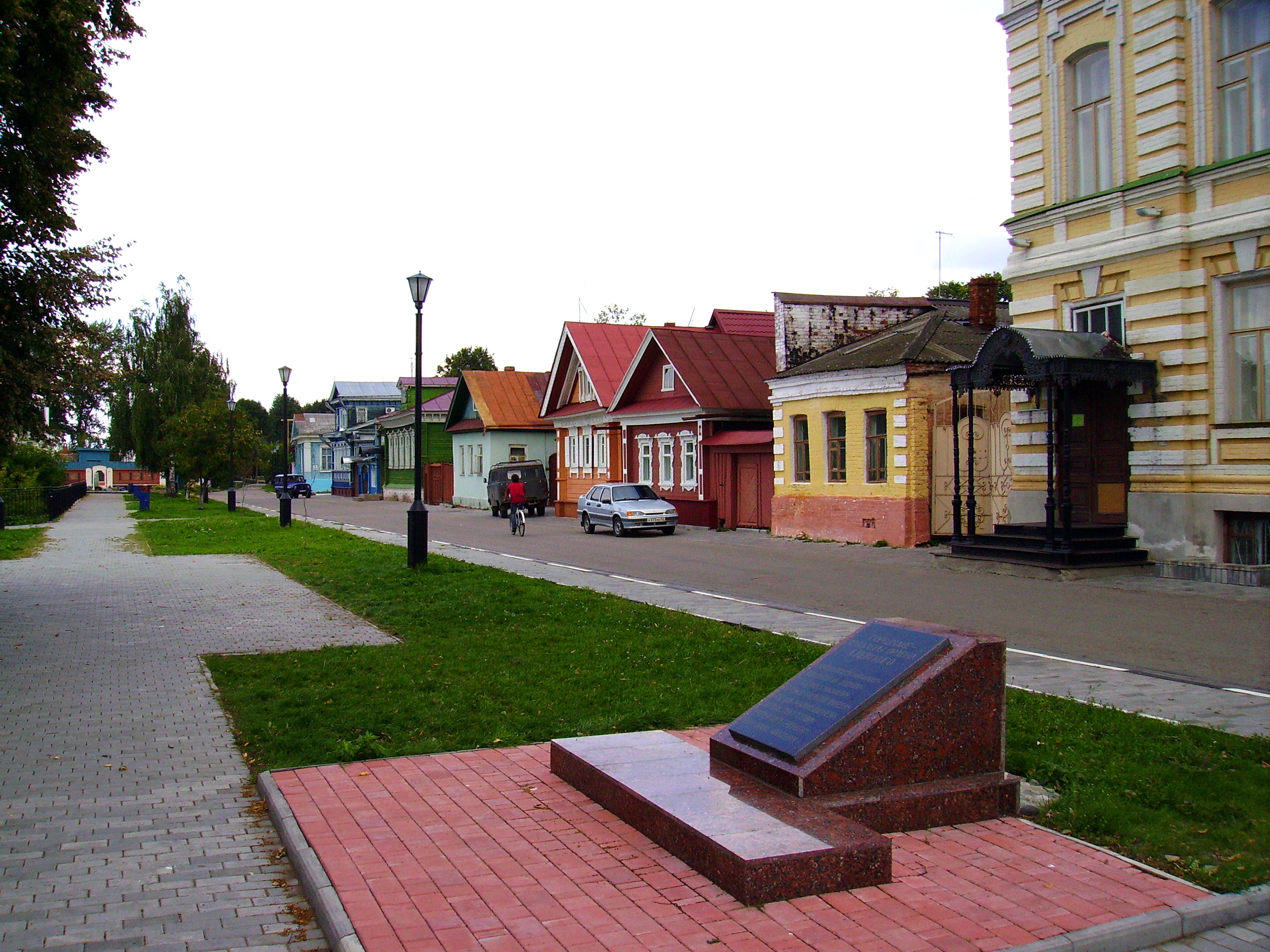

56°39′N 43°29′E / 56.650°N 43.483°E
戈羅傑茨區（俄语：Городецкий район），是俄羅斯的一個區，位於該國西部，由下諾夫哥羅德州負責管轄，始建於1929年，面積1,473.7平方公里，2010年人口91,577，人口密度每平方公里62.14人。行政中心戈罗杰茨。